# Everybody Dance Now
Everybody Dance Now è il terzo album in studio del personaggio Crazy Frog, pubblicato nel 2009.

## Tracce
1. Join The Frog – 0:58
2. Cha Cha Slide – 3:04
3. Everyone – 3:15
4. Daddy DJ (Crazy Frog Video Mix) – 2:54
5. Friends (Ween Meets the Crazy Frog Remix) – 4:09
6. Maya Hi, Maya Hu – 2:58
7. Just Can't Get Enough – 3:00
8. Jump – 2:57
9. Frog Solo – 2:11
10. No Limit – 3:44
11. Play the Game – 2:54
12. Push It – 3:06
13. Gonna Make You Sweat (Everybody Dance Now) – 3:11
14. Safety Dance – 2:56
15. Come On – 2:50
16. Let's Go Crazy – 3:29
17. Bump The Beat – 2:57
18. I Wanna Rock the Place – 3:15
19. Last Christmas – 3:11